# Primetime Emmy Award du meilleur scénario pour une mini-série ou un téléfilm
Pour les articles homonymes, voir Emmy du meilleur scénario.
Le Primetime Emmy Award du meilleur scénario pour une mini-série ou un téléfilm (Primetime Emmy Award for Outstanding Writing for a Miniseries, Movie or a Dramatic Special) est une récompense de télévision remise depuis 1979 au cours de la cérémonie annuelle des Primetime Emmy Awards.

## Palmarès
Note : L'année indiquée est celle de la cérémonie. Les scénaristes lauréats sont indiqués en tête de chaque année et en caractères gras.

### Années 2000
- 2009 : La Petite Dorrit (Little Dorrit) – Andrew Davies
  - L'Honneur d'un marine – Ross Katz et Michael Strobl
  - Into the Storm – Hugh Whitemore
  - Grey Gardens – Patricia Rozema et Michael Sucsy
  - Generation Kill – Ed Burns et David Simon pour l'épisode Une Bombe dans le jardin

### Années 2010
- 2010 : pour La Vérité sur Jack (You Don't Know Jack) – Adam Mazer
  - The Pacific – Michelle Ashford et Robert Schenkkan (en) pour l'épisode Iwo Jima
  - The Pacific – Bruce C. McKenna et Robert Schenkkan (en) pour l'épisode Home
  - The Special Relationship – Peter Morgan
  - Temple Grandin – William Merritt Johnson et Christopher Monger
- 2011 : pour Downton Abbey – Julian Fellowes
  - Mildred Pierce – Todd Haynes et Jon Raymond
  - Sherlock : Une étude en rose (Sherlock : A Study in Pink) – Steven Moffat
  - Too Big to Fail : Débâcle à Wall Street (Too Big to Fail) – Peter Gould
  - Maîtres et Valets (Upstairs, Downstairs) – Heidi Thomas
- 2012 : pour Game Change – Danny Strong
  - Hatfields and McCoys – Ted Mann, Ronald Parker et Bill Kerby
  - The Hour – Abi Morgan
  - Luther – Neil Cross
  - Sherlock : Un scandale à Buckingham (A Scandal in Belgravia) – Steven Moffat
- 2013 : The Hour – Abi Morgan
  - Ma vie avec Liberace (Behind the Candelabra) – Richard LaGravenese
  - Parade's End – Tom Stoppard
  - Phil Spector – David Mamet
  - Top of the Lake – Jane Campion et Gerard Lee
- 2014 : Sherlock : Son dernier coup d'éclat (His Last Vow) – Steven Moffat
  - American Horror Story : Coven – Brad Falchuk pour l'épisode Bitchcraft
  - Fargo – Noah Hawley pour l'épisode The Crocodile's Dilemma
  - Luther – Neil Cross
  - The Normal Heart – Larry Kramer
  - Treme – David Simon et Eric Overmyer pour l'épisode ..To Miss New Orleans

- 2015 : Jane Anderson pour Olive Kitteridge
  - John Ridley pour l'épisode Meurtre à Modesto de American Crime
  - Dee Rees, Christopher Cleveland, Bettina Christopher et Horton Foote pour Bessie
  - Stephen Merchant, Gene Stupnitsky et Lee Eisenberg pour Hello Ladies, le film
  - Hugo Blick pour The Honourable Woman
  - Peter Straughan pour Dans l'ombre des Tudors

- 2016 : D. V. DeVincentis pour l'épisode Seule contre tous de The People v. O. J. Simpson: American Crime Story
  - Bob DeLaurentis pour l'épisode Loplop de Fargo
  - Noah Hawley pour l'épisode Palindrome de Fargo
  - David Farr pour The Night Manager : L'Espion aux deux visages
  - Scott Alexander et Larry Karaszewski pour l'épisode La chute d'une idole de The People v. O. J. Simpson: American Crime Story
  - Joe Robert Cole pour l'épisode Du sang sur les mains de The People v. O. J. Simpson: American Crime Story

- 2017 : Charlie Brooker pour l'épisode San Junipero dans Black Mirror
  - David Edward Kelley pour Big Little Lies
  - Noah Hawley pour l'épisode The Law of Vacant Places dans Fargo
  - Ryan Murphy pour l'épisode And the Winner Is... (The Oscars of 1963) dans Feud
  - Jaffe Cohen, Michael Zam et Ryan Murphy pour l'épisode Pilot dans Feud
  - Richard Price et Steven Zaillian pour l'épisode The Call of Wild dans The Night Of

- 2018 : William Bridges et Charlie Brooker pour l'épisode USS Callister dans Black Mirror
  - Scott Frank pour Godless
  - David Lynch et Mark Frost pour Twin Peaks: The Return
  - Kevin McManus et Matthew McManus pour l'épisode Nettoyage dans American Vandal
  - David Nicholls pour Patrick Melrose
  - Tom Rob Smith pour l'épisode La maison près du lac dans The Assassination of Gianni Versace: American Crime Story

- 2019 : Craig Mazin pour Chernobyl 
  - Brett Johnson, Michael Tolkin et Jerry Stahl pour l'épisode Part 6 dans Escape at Dannemora
  - Brett Johnson et Michael Tolkin pour l'épisode Part 7 dans Escape at Dannemora
  - Steven Levenson et Joel Fields pour l'épisode Providence dans Fosse/Verdon
  - Russell T Davies pour A Very English Scandal
  - Ava DuVernay et Michael Starrbury pour l'épisode Part 4 dans Dans leur regard

### Années 2020
- 2020 : Damon Lindelof et Cord Jefferson pour l'épisode This Extraordinary Being dans Watchmen
  - Tanya Barfield pour l'épisode Shirley dans Mrs. America
  - Sally Rooney et Alice Birch pour l'épisode Episode 3 dans Normal People
  - Susannah Grant, Michael Chabon et Ayelet Waldman pour l'épisode Episode 1 dans Unbelievable
  - Anna Winger pour l'épisode Part 1 dans Unorthodox

- 2021 : Michaela Coel pour I May Destroy You
  - Brad Ingelsby pour Mare of Easttown
  - Scott Frank pour Le Jeu de la dame
  - Jac Schaeffer pour l'épisode Filmé devant public de WandaVision
  - Chuck Hayward pour l'épisode Spécial Halloween de WandaVision
  - Laura Donney pour l'épisode Précédemment dans… de WandaVision

- 2022 : Mike White pour The White Lotus
  - Danny Strong pour l'épisode The People vs. Purdue Pharma dans Dopesick
  - Elizabeth Meriwether (en) pour l'épisode I'm in a Hurry dans The Dropout
  - Sarah Burgess pour l'épisode Man Handled dans Impeachment: American Crime Story
  - Molly Smith Metzler pour l'épisode Snaps dans Maid
  - Patrick Somerville pour l'épisode Unbroken Circle dans Station Eleven

- 2023 : Lee Sung-jin pour l'épisode The Birds Don't Sing, They Screech in Pain dans Acharnés
  - Joel Kim Booster pour Fire Island
  - Taffy Brodesser-Akner pour l'épisode Me-Time dans Anatomie d'un divorce
  - Dan Trachtenberg et Patrick Aison pour Prey
  - Janine Nabers et Donald Glover pour l'épisode Stung dans Swarm
  - Weird Al Yankovic et Eric Appel pour Weird: The Al Yankovic Story

- 2024 : Mon petit renne – Richard Gadd 
  - Black Mirror : "Joan Is Awful" – Charlie Brooker
  - Fargo : "The Tragedy of the Commons" – Noah Hawley
  - Fellow Travelers : "You're Wonderful" – Ron Nyswaner
  - Ripley – Steven Zaillian
  - True Detective: Night Country : "Part 6" – Issa López